# Gobioides peruanus
Gobioides peruanus är en fiskart som först beskrevs av Steindachner, 1880.  Gobioides peruanus ingår i släktet Gobioides och familjen smörbultsfiskar. IUCN kategoriserar arten globalt som livskraftig. Inga underarter finns listade i Catalogue of Life.